# Bentley
Bentley Motors Limited là một nhà sản xuất xe hơi siêu sang của Anh. Công ty được thành lập vào ngày 18 tháng 1 năm 1919 bởi Walter Owen Bentley, một kỹ sư người Anh nổi tiếng với dòng sản phẩm động cơ quay được lắp ráp cho các máy bay chiến đấu của Không quân Anh trong Thế chiến thứ nhất. Ngoài ra, ông còn phát triển thêm một loại động cơ khác mang tên gọi Bentley BR1, được sử dụng trong những phiên bản cải tiến của dòng máy bay tiêm kích Sopwith Camel. Từ năm 1998, tập đoàn Volkswagen của Đức đã tiến hành viêc mua lại cổ phần để qua đó chính thức trở thành công ty mẹ của Bentley.

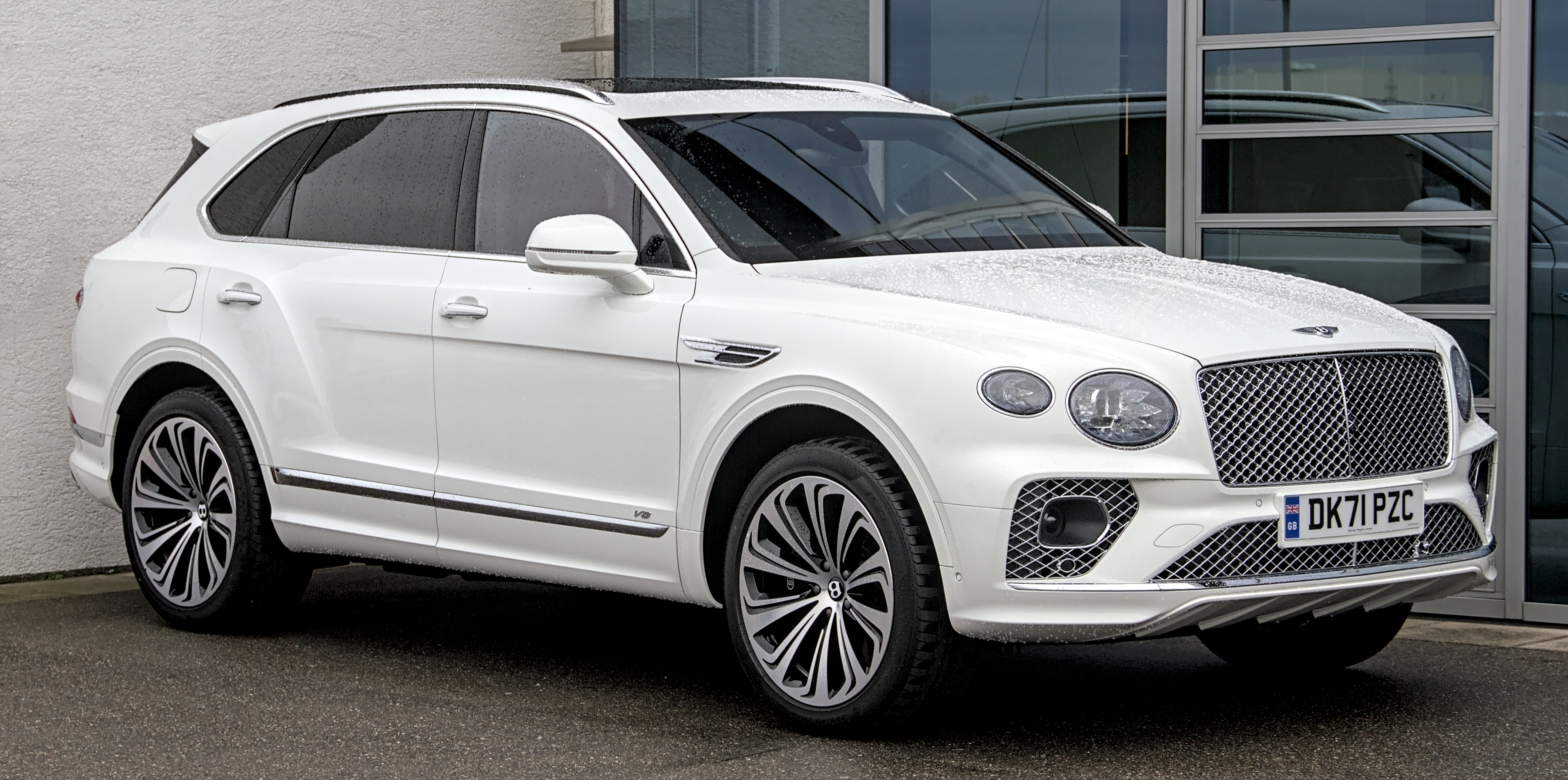
Bentley Bentayga V8